# Menstruationsbeschwerden
Menstruationsbeschwerden (lateinisch Molimina menstrualia) bezeichnen verschiedene Symptome, die vor und während der Menstruation auftreten können. Die häufigsten sind das prämenstruelle Syndrom (PMS) und die Regelschmerzen (Dysmenorrhoe: schmerzhafte oder schwierige Menstruation). Man unterscheidet zwischen primärer und sekundärer Dysmenorrhoe. Menstruationsbeschwerden sind wichtige Hinweise in der gynäkologischen Diagnostik.

## Beschreibung
Untersuchungen an der Universitäts-Frauenklinik Tübingen Ende der 1950er Jahre ergaben, dass etwa 25–35 % der untersuchten jungen Frauen unter Menstruationsbeschwerden litten.

### Primäre Dysmenorrhoe
Primäre Regelschmerzen setzen im Normalfall kurz nach der Menarche ein und dauern bei betroffenen Frauen meist bis zur Menopause. Auslöser für Regelschmerzen sind Prostaglandine, körpereigene Schmerzbotenstoffe, die ein Zusammenziehen der Muskulatur der Gebärmutter bei der Abstoßung der Gebärmutterschleimhaut hervorrufen. Durch diese Muskelkontraktion kommt es zu einer schwächeren Durchblutung der Gebärmutter, was den Schmerz auslöst. Seelische Belastung und Stress können die Symptome verstärken.
Im Falle der primären Dysmenorrhoe ist die Menstruation selbst der Schmerzauslöser. Vor allem junge oder sehr schlanke Frauen leiden besonders in den ersten Jahren ihrer Regelblutung unter krampfartigen Unterleibsschmerzen, Kopfschmerzen und Unwohlsein. Letzteres kann von Völlegefühl und Übelkeit bis zu Erbrechen und Durchfall reichen. Einige Frauen sind so stark betroffen, dass ihnen eine ärztliche Arbeitsunfähigkeitsbescheinigung ausgestellt wird.
In Japan dürfen Frauen seit 1947 pro Monat einen Tag unbezahlten oder bezahlten Menstruationsurlaub nehmen, in Indonesien seit 1948 zwei Tage und in Taiwan seit 2013 bis zu drei Tage pro Monat. 2017 wurde in Italien der Entwurf für ein Gesetz vorgelegt, das Unternehmen verpflichten soll, weiblichen Angestellten bei Vorliegen einer ärztlichen Bescheinigung bis zu drei Tage pro Monat unter Lohnfortzahlung freizustellen.

### Sekundäre Dysmenorrhoe
Der sekundäre Regelschmerz wird ausgelöst durch organische Veränderungen oder Erkrankungen. Sekundäre Dysmenorrhoe kann infolge des Gebrauchs mechanischer Verhütungsmittel (etwa Intrauterinpessar oder Diaphragma) auftreten, aber auch die Folge gynäkologischer Erkrankungen wie Myome, Zysten, Endometriose, Beckenvenensyndrom etc. sein.

## Behandlung
Zur Behandlung von Menstruationsbeschwerden können verschiedene therapeutische Mittel gewählt werden. Bei starken Regelschmerzen sollten organische Erkrankungen durch einen Gynäkologen ausgeschlossen werden.
- Verschiedene Heilkräuter wie Mönchspfeffer, Johanniskraut, Schafgarbe, Frauenmantel, Melisse, Gänsefingerkraut, Kamillenblüten, Trauben-Silberkerze, Nachtkerzenöl und Brennnessel in Form von Tees, Tropfen oder Kapseln können Menstruationsbeschwerden und den Blutfluss lindern. Die schon bei Plinius erwähnte Schafgarbe gilt seit alters her als krampflösend, keimhemmend, menstruationsregulierend und blutstillend, auch Sitzbäder mit dem Heilkraut werden empfohlen.[9][10]
- Ätherische Öle wie beispielsweise Lavendelöl, Copaíba-Öl oder Mutterkrautöl können schmerzlindernd, krampflösend und entzündungshemmend bei Periodenschmerzen wirken. Die ätherischen Öle können entweder inhaliert werden, oder in Form einer Periodencreme mit einer Massage angewendet werden.[11][12]
- Schmerzmittel: Auf den Wirkstoffen Acetylsalicylsäure, Ibuprofen und anderen nichtsteroidalen Antirheumatika basierende Schmerzmittel, welche die Bildung von Prostaglandinen hemmen, können bei Menstruationsbeschwerden eingesetzt werden. Außerdem zeigt Buscopan eine entkrampfende Wirkung.
- Wärme: Ein Aufenthalt in der Sauna, ein warmes Bad, eine Wärmflasche, intravaginale Wärmetherapie, ein Körnerkissen oder eine Fangopackung auf dem Unterleib können helfen, die Krämpfe der Gebärmuttermuskulatur zu lösen.
- Magnesium: Eine verstärkte Aufnahme von Nüssen, Weizenkeimen, Hülsenfrüchten und Vollkornreis erhöht den Magnesiumspiegel im Körper, was Krämpfen vorbeugen kann.
- Eisen: Eine vorübergehende Erhöhung der Eisenaufnahme auf etwa 10–15 mg/Tag einige Tage vor und während der Regelblutung hilft bei der Blutneubildung und damit gegen Müdigkeit, Antriebslosigkeit und Blutarmut. Siehe auch Eisenmangelanämie, Eisen-Stoffwechsel.
- Entspannungstechniken wie Yoga und autogenes Training, Meditation oder auch Gymnastik sollen Menstruationsbeschwerden lindern können.
- Periodencreme: ist in der Regel ein kosmetisches Mittel auf Basis natürlicher Inhaltsstoffe (zumeist ätherische Öle), das bei Unwohlsein während der Menstruation auf dem Unterleib aufgetragen wird. Die Periodencreme enthält wärmende oder kühlende Inhaltsstoffe, wie beispielsweise Ingweröl oder Campher-Öl. Copaíba-Öl ist ein weiterer Inhaltsstoff, der in Periodencremes zu finden ist. Hildegard von Bingen hat bereits im 12. Jahrhundert die Urform der Periodencreme erfunden: die Mutterkrautsalbe. Sie wurde mit Mutterkrautpflanzenbrei oder Mutterkrautsaft und Butter hergestellt und anschließend bei schmerzhaften Blutungen auf den Unterleib einmassiert.[13][14][15]
- Alternativmedizin: Etwa eine Handbreit unterhalb des Knies auf der Bein-Innenseite soll sich ein Reflexpunkt befinden. Mehrmaliges tägliches Pressen soll gegen starke Blutungen helfen und Krämpfe lindern.[16][17] Die Weltgesundheitsorganisation empfiehlt Akupunktur zur Anwendung bei Schmerzzuständen verschiedenster Art, u. a. gegen Menstruationsbeschwerden. Ein Wirksamkeitsnachweis für beide Methoden liegt nicht vor.

## Menstruationsstörungen
Neben Beschwerden gibt es auch sogenannte Regeltypusstörungen:
- Amenorrhoe (Ausbleiben der Regelblutung)
- Hypomenorrhoe (schwache Regelblutung)
- Hypermenorrhoe (übermäßige Regelblutung)

## BegriffMolimina menstrualia
Der lateinische Begriff Molimina menstrualia (molimina dt. ‚Beschwerden‘) wird in der Literatur uneinheitlich verwendet. Während in der wissenschaftlichen Literatur damit unter anderem das prämenstruelle Syndrom beschrieben wird, wird in der deutschen medizinischen Literatur mit dem Begriff sowohl das Auftreten von Blutungen und Schmerzen während der Regelblutung, als auch monatlich zunehmende Beschwerden mit ausbleibender Regelblutung bei Hymenalatresie beschrieben.